# Rua de 31 de Janeiro

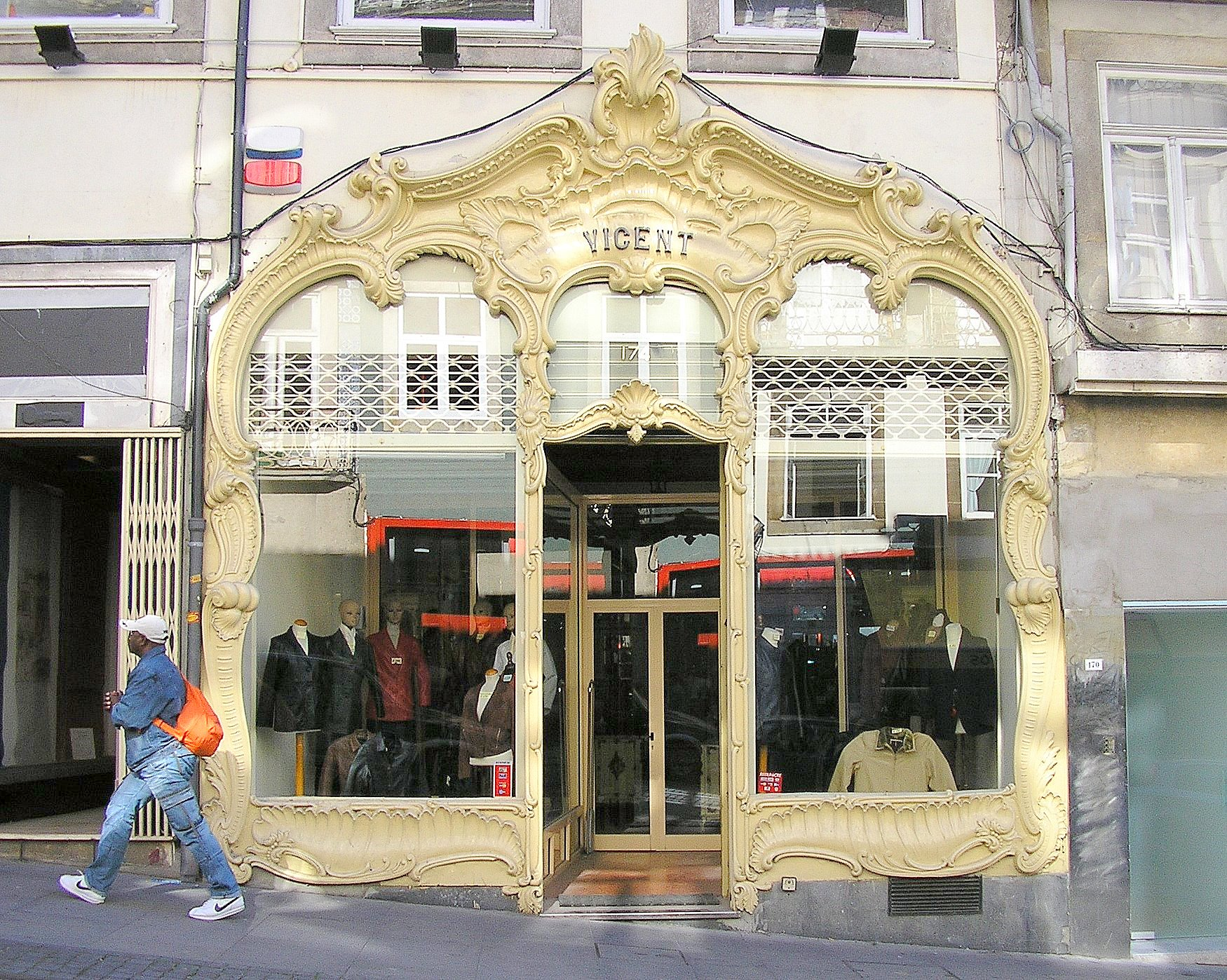
Casa Vicent.

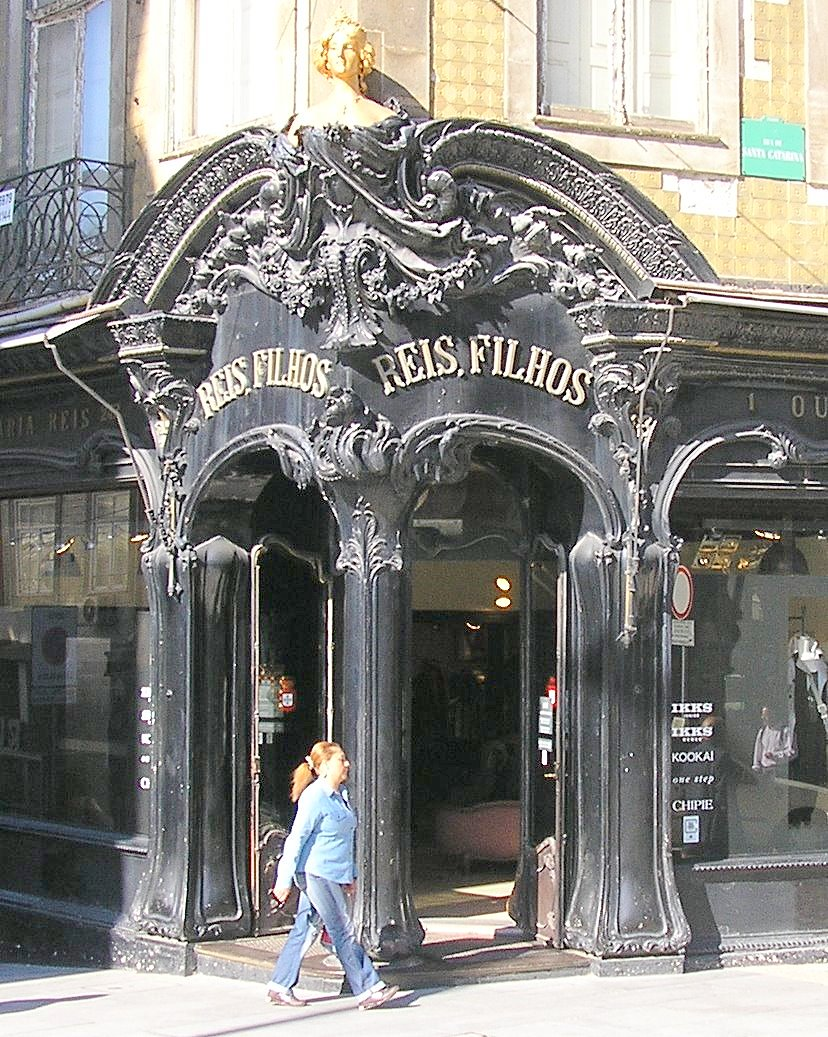
Na esquina com Santa Catarina.

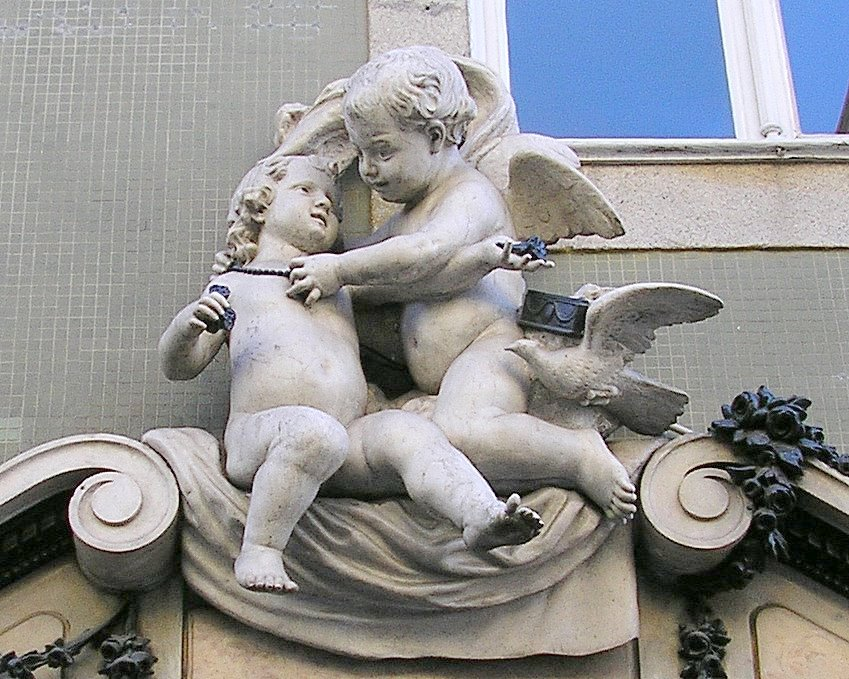
Fachada da Ouriversaria Machado.

A Rua de Trinta e Um de Janeiro é um arruamento de Santo Ildefonso, na cidade do Porto, Portugal.

## Origem do nome
Durante muito tempo foi chamada Rua de Santo António, o actual nome é uma homenagem à Revolta de 31 de janeiro de 1891, desencadeada como reacção ao Ultimato britânico de 1890.

## História
Construída por ordem de João de Almada e Melo de 1784, a rua pretendia estabelecer uma comunicação cómoda entre o bairro de Santo Ildefonso (na zona alta da Praça da Batalha) e o bairro do Bonjardim (na zona baixa da actual Praça de Almeida Garrett). Antes da abertura desta artéria a ligação fazia-se pela actual Rua da Madeira que, por aquele tempo, se denominava Calçada da Teresa.
Grande parte da rua foi construída sobre estacaria e arcos em pedra, para vencer o enorme declive entre as extremidades da rua e também para dar passagem à "mina do Bolhão" que por aí corria para alimentar as monjas beneditinas do Convento de São Bento de Avé-Maria. Trata-se de uma rua meticulosamente planeada, com os alçados dos seus prédios projectados pelo arquitecto Teodoro de Sousa Maldonado, entre 1787 e 1793.
A rua foi finalmente aberta em 1805 com o nome Rua Nova de Santo António. Santo António, devido a Santo António dos Congregados; Nova, porque já existia outra Rua de Santo António, na Picaria.

### Revolta do Porto
Esta rua foi palco de um acontecimento que marcou, não apenas a História do Porto, mas a de Portugal inteiro.
No dia 31 de Janeiro de 1891 deu-se o primeiro movimento revolucionário que teve por objectivo a implantação do regime republicano em Portugal. Em memória desta revolta, logo que a República foi implantada em Portugal, a rua foi rebaptizada: Rua de 31 de Janeiro.

### Rua chique
Conjuntamente com a Rua dos Clérigos e a Praça de D. Pedro, depois, da Liberdade, a Rua de Santo António/31 de Janeiro—apesar da forte inclinação --, ganhou foros de excelência. Era a artéria onde imperavam os luveiros, as alfaiatarias e os cabeleireiros da moda. Onde havia a Casa de Banhos, o Teatro Circo e o Teatro Baquet, este mandado construir pelo alfaiate António Pereira Baquet em 1859 e que, 29 anos depois, foi consumido por um violento incêndio. Sobre as suas ruínas ergueram-se os Armazéns Hermínios que, segundo as crónicas da época, eram os maiores e mais elegantes da cidade.
Nos meados do século XIX havia no Porto sete estabelecimentos que vendiam luvas, quando estas constituíam um adereço quase obrigatório do vestuário. Estavam todos na rua então chamada de Santo António. A avaliar pelos nomes dos proprietários, cinco dessas lojas pertenciam a franceses (Bernard, Fresquet, Loubié, Martel e Bénard), um espanhol, Vicent e uma portuguesa, Maria Martins. Tinha também entrada por esta rua a famosa Tabacaria Africana que chegou a editar postais ilustrados do Porto no início do século XX. 
Um dos mais célebres estabelecimentos que funcionaram nesta rua foi a Casa Prud'homme uma "mercearia fina" pertencente, claro, a um cidadão francês. Neste estabelecimento vendiam-se os melhores queijos do país de origem do dono, bem como os mais apreciados champanhes. Era frequentado pela melhor sociedade portuense daquele tempo, como o presidente da câmara Oliveira Monteiro, o médico Ricardo Jorge, ou o escritor Camilo Castelo Branco.

### Decadência e esperança
Em 1940, com o Estado Novo, a rua voltou ao seu nome primitivo, tendo recuperado o 31 de Janeiro após o 25 de Abril.
De uma das ruas mais movimentadas da Baixa do Porto, a Rua de 31 de Janeiro foi, nas últimas duas décadas, decaindo, assistindo-se ao progressivo encerramento de muitos dos seus mais emblemáticos estabelecimentos comerciais.
De entre as tentativas recentes para revitalizar esta importante artéria urbana, encontra-se a organização da prova mundial de esqui, na vertente slalom urbano. Em Maio de 2007, num período de 18 horas, foram transportadas 250 toneladas de nitrogénio para formar a pista de 200 metros de comprimento e seis de largura de neve, produzida de modo artificial. A competição, inédita em todo o mundo, contou com a participação de atletas da Federação Portuguesa de Esqui e também os melhores snowboarders portugueses.
A partir de Setembro de 2007, a reintrodução do eléctrico, para além de ajudar a vencer o forte declive, constitui também um novo motivo de atracção de pessoas e de animação do local.

## Acessos
- Estação Ferroviária de Porto-São Bento
- Estação São Bento (Metro do Porto)
- Linha 22 (elétrico) dos STCP.